# 程喈
程喈，安徽省徽州府歙县岑山渡人，清朝政治人物。
程喈为杭州盐商程浚长子，程启、程哲、程鸣胞兄。康熙四十八年（1709年）中式己丑科會試，殿試位列第三甲第五十八名同進士出身。候补中书，改选知縣。